# Charles Nodier
Charles Nodier, född 29 april 1780 i Besançon, död 27 januari 1844 i Paris, var en fransk författare och bibliotekarie, en ledare av den tidiga franska romantiken. Hans författarskap spänner över skönlitteratur, historia, språkvetenskap och naturvetenskap. Han var ledamot av Franska akademien.

## Biografi
Charles Nodier genomlevde revolutionens skräckvälde dels i sin fädernestad, dels i Strassburg, där han bodde och undervisades av den berömde grecisten Eulogius Schneider. En tid höll fadern honom dold hos en vän i Jurabergen. Hans fantasi mottog starka intryck av revolutionens blodiga händelser; samtidigt fördjupade han sig emellertid i studier och blev bland annat tidigt förtrogen med tysk och engelsk litteratur och en beundrare av Goethe och Shakespeare.
År 1800 kom han till Paris, medarbetade i den republikanska pressen, skrev ett ode mot Napoleon Bonaparte, La Napoléone, och en liten roman, Les proscrits (1802), vilket inbragte honom några månaders fängelse och utvisning från Paris. Han fortsatte i samma anda i sin fädernestad och måste därför fly till Jurabergen samt förde under de närmaste åren ett tämligen kringirrande liv. Under dessa år utgav han åtskilliga skrifter i olika ämnen. Under påverkan särskilt av Goethes Werther skrev han sina första sentimentala romaner: Le peintre de Saltzbourg (1803), Les tristes ou mélanges tirés des tablettes d’un suicidé (1806), Stella ou les proscrits (1808) med flera.
1812 hade han emellertid försonat sig med kejsardömet, blev bibliotekarie i Laibach och redaktör för Le télégraphe illyrien. Då de illyriska landskapen 1813 togs ifrån Frankrike, återvände han till Paris och blev medarbetare i Journal de l’empire. Efter Napoleons fall adlades han av Ludvig XVIII.
Redan i sina första arbeten hade Nodier visat sig som en föregångare till romantiken; detta framträder ännu tydligare under dessa år, då striden mellan klassicismen och romantiken på allvar upptogs i Frankrike. Påverkad av Walter Scotts romaner och E.T.A. Hoffmanns fantastiska noveller, skrev han en hel serie berättelser av mycket olika karaktär, men alla burna av hans livliga och medryckande fantasi. 1818 utgav han Jean Sbogar ("Johan Sbogar", 1845), där hjälten, en illyrisk rövare, frambär Nodiers egen sarkastiskt anarkistiska livsuppfattning. I Thérèse Aubert (1819) behandlar han ett barndomsminne.
Bland andra berättelser från dessa år kan nämnas Adèle (1820), Smarra ou les démons de la nuit (1821), Lord Ruthwen ou les vampires (1820, baserad på John Polidoris The Vampire), Trilby (1822), Histoire du roi de Bohème et de ses sept châteaux (1830), La fée aux miettes (1831), Ines de la Sierras (1837). Dessa fantastiska historier är ofta berättade med mycket humor och alltid präglade av nykter uppfattning och elegans i framställningen. Nodier offentliggjorde dessutom några dramatiska arbeten. Trilby inspirerade till den romantiska baletten Sylfiden, och senare till baletten Trilby (1870).
Redan i mitten av 1820-talet intog han en framskjuten och ansedd ställning som författare. Ännu mera än genom sina skrifter verkade han dock genom sin personlighet. Han var en bildad kåsör och som människa älskvärd, blygsam och mild i sina omdömen om andra. Särskilt sedan han 1824 blivit bibliotekarie vid arsenalbiblioteket i Paris samlades de unga romantikerna Victor Hugo, Lamartine, de Vigny med fler regelbundet hos honom och betraktade honom som en fader och föregångare. År 1833 blev han ledamot av Franska akademien.

## Verk
Ända till sin död var han verksam som skriftställare på de mest skilda områden. Hans skrifter inom naturalhistoria omfattar flera entomologiska arbeten, som Dissertation sur l’usage des antennes dans les insectes (1798) och Bibliographie entomologique (1801). Hans språkliga arbeten är Dictionnaire raisonné des onomatopoées de la langue française (1808), Dictionnaire universel de la langue française (2 band, 1823), Examen critique des dictionnaires de la langue française (1828) och Notions élémentaires de linguistique (1834).
Hans historiska anteckningar, bland vilka kan nämnas Histoire des sociétés secrètes de l’armée (1815), Souvenirs, portraits et épisodes de la revolution et de l’empire (2 band, 1831) och Souvenir de jeunesse (1832), är intressanta, men synnerligen otillförlitliga. Hans dikter samlades 1827 av Delangle; 1876 utgav Estignard hans Correspondance inédite (1796-1844). Minnesvårdar över Nodier har rests i Besançon och på Père Lachaise i Paris. Sainte-Beuve behandlar honom i sin Portraits littéraires, och av hans efterträdare på stol 25 i akademien, Prosper Mérimée, i Portraits historiques et littéraires.